# 裕華大廈
裕华大厦（英語：Yue Hwa Building），原名南天大廈，官方名称为裕华（南天）大厦（英語：Yue Hwa (Nam Tin) Building），是一座位於新加坡牛車水余東璇街和克罗士街上段交界的歷史建築。該建築建於1927年，由雙麥嘉仁建築公司設計，樓高六層，落成時是當時牛車水最高的建築。大廈起初由余仁生控股擁有，設有南天酒店（當地首座安裝電梯的華人酒店）、店鋪、舞廳，深受華人旅客歡迎。該大廈過半業權在1990年由林增控股購入，而香港商人余國春則在1993年從林增控股手中購入該大廈的業權，並將之改建為裕華國貨在新加坡的第一家分店。該大廈的修復工程不但保留了大廈的外觀，還在大廈內部增設中庭、瀑布等設施，因而獲得1997年市區重建局（市建局）頒發的舊建築「修復工程優異獎」。

## 歷史

### 1990年前
南天大廈由經營余仁生藥行的錫礦商人余東璇興建，由雙麥嘉仁設計，在1927年建成，而南天酒樓、酒店亦在當年2月5日正式開業。南天大廈在竣工時是牛車水最高的大廈，而以精品酒店的形式開始經營的南天酒店則是新加坡首座安裝電梯的華人酒店。後來酒店變得相當有名，所以人們通常會把整座南天大廈稱為南天酒店。有的顧客認為到這裏光顧商店、夜總會是一種時髦的表現，因此這座大廈便成為他們的購物熱點。有時大廈還會上演戲曲表演，吸引人們觀看。
南天酒店由廣東人經營，服務對象以華人旅客（包括來自中國大陸和香港的名人）為主，和萊佛士酒店、良木園酒店、亞達菲酒店（Adelphi Hotel）等主要服務歐洲人和英語旅客的高檔酒店有所不同。由於這家酒店是一家為富有的華人旅客服務、附設商店和娛樂場所的精品酒店，因此人們認為它就是「牛車水的萊佛士酒店」。

### 1990年後

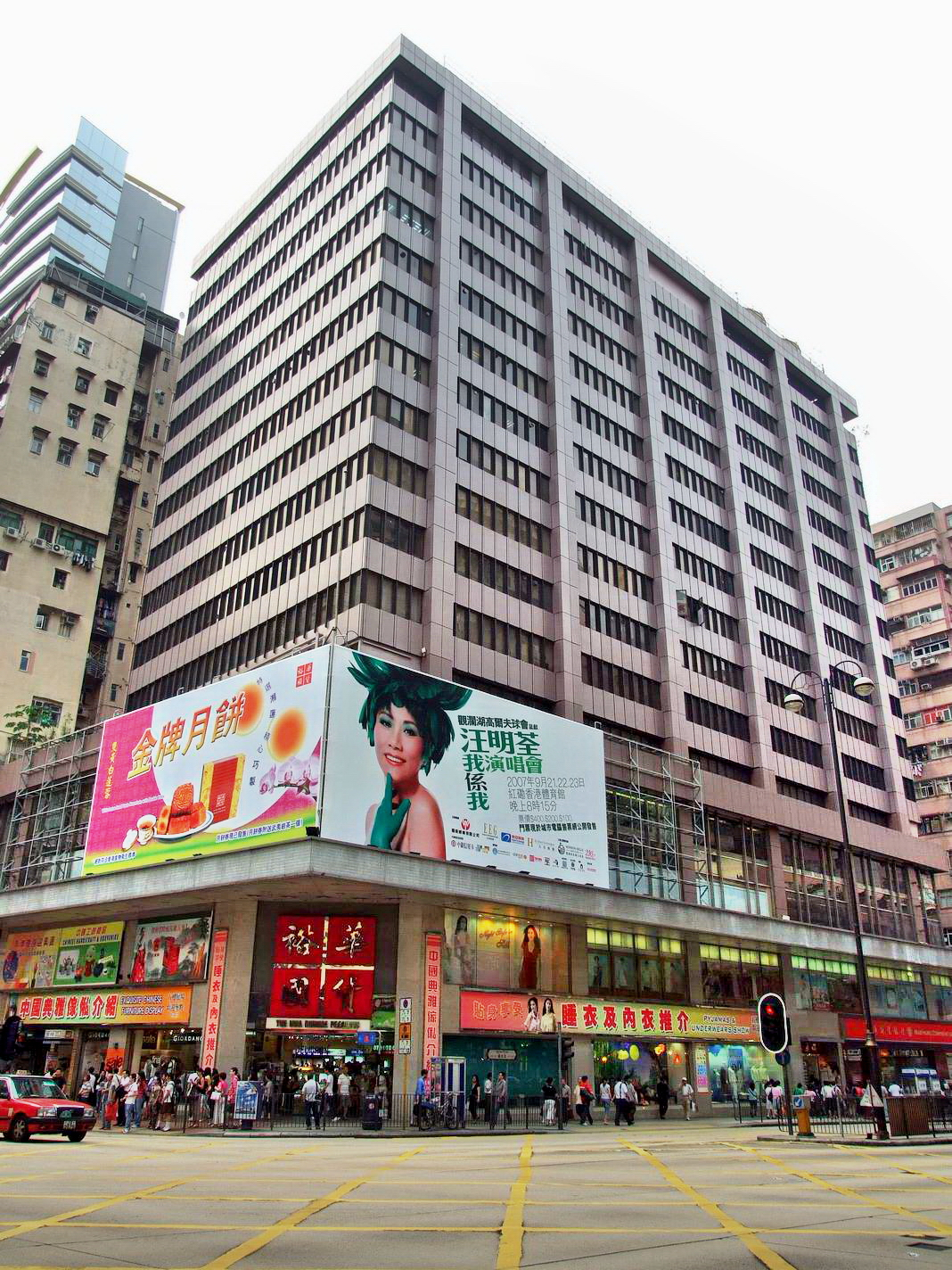
裕華國貨在1993年購入南天大廈的業權。圖為裕華國貨位於香港佐敦道的總店。

南天大廈的業權在1990年轉讓給林增控股，又於1993年把轉讓給裕華國貨集團的東主，經營各項跨國業務的香港商人余國春。裕華國貨集團在1959年由余國春的父親余連慶成立，由35家公司組成，旗艦業務為百貨業，此外還從事投資、旅遊、一般貿易等業務。截至1997年，裕華國貨在香港設有三家分店，售賣中國各省出產的農產品、玉雕、手工藝品、古董，以及人參、鹿角、冬蟲夏草等藥材，廣受當地市民和遊客歡迎。
面臨酒店業日趨劇烈的競爭的南天酒店終在1994年2月結業，並撤出南天大廈。酒店結業時主要服務來自馬來西亞和印尼的經濟型旅客，僅有40間客房，每間客房都設有一張雙人床和一台風扇。大廈另外7個租客也在大廈業權轉讓之後遷出大廈，並各自獲得一筆賠償金。
後來市區重建局（市建局）刊憲，宣布保育這座租期999年的建築，新業主必須保存大廈本來的外貌，不過可以改動內部結構。大廈在1994年至1995年期間進行翻新工程，改為裕華國貨的分店，改稱裕華大廈，並於1996年10月9日正式開業，售賣草藥、藥材、瓷器、家具、手工藝品、服裝、紡織品等各種中國傳統商品。

## 建築

### 原設計
南天酒店由雙麥嘉仁設計，是一座現代主義建築，設計上務求實用，在20世紀初是新加坡的高樓大廈之一，也是牛車水的地標。南天酒店灰色的外牆用簡單的原料搭建，粗大的橫梁的以下是尖角拱門和造型簡單的檐口，設計元素比較簡單。大廈的窗戶鑲有鋼框，且設有金屬欄杆、金屬柵欄，在1930年可說是時髦的設計。頂樓涼廊的用色淡了一些，設有以鑄鐵打造而成的欄杆柱和支架，以及多面綠色玻璃。
南天大廈樓高六層，南天酒店則是新加坡首家設有電梯的華人酒店。按照原有設計，大廈底層設有商鋪和娛樂場所（包括海南咖啡店），第一層是辦公室、第二和第三層是酒店，第四層是餐廳（後改為業主辦事處），頂層是茶館和歌舞廳（由當時著名的南天夜總會承租）。

### 修復工程
南天大廈的建築修復工程耗資2500萬新加坡元；負責進行修復的建築師事務所是總部位於武吉巴梳路的OD建築師（O.D. Architects）。工程的建築師按照市建局保育南天大廈的指引，把大廈的天台花園和面向余東璇街的陽台保留下來。
施工方改動了建築的內部結構，拆除不是承重牆的內牆，採用開放式設計，方便百貨公司在這裏開業。他們在二樓增建內牆，闢出中庭，中庭可以用作展覽廳。大廈後方增建了一座樓高四層的瀑布，以及一座樓高三層的新建築，擴展部分與原南天大廈之間以花窗玻璃天窗銜接。工程完成後，所有樓層之間都安裝了扶手電梯和升降機。由此大廈的總樓面面積從3,700平方（40,000平方英尺）平方米增加到4,600平方（50,000平方英尺），其中可以用作零售用途的樓面面積佔地4,650平方（50,100平方英尺）。
裕華國貨在1993年購入南天大廈業權的同時斥資1億新加坡元，開設該公司首家位於新加坡、售賣中國商品的分店。裕華大廈的修復工程令大廈在1997年獲得市建局頒發的舊建築修復工程優異獎。

## 備註
1. ↑  根據部分報導所述，大廈在1936年建成[2]，然而南天酒店在1927年便已經開始營業[3]。

### 新聞報道
1. 1 2  区如柏（文）、谢端成（摄影）. . 聯合早報 (新加坡報業控股). 1994-07-03: 10.
2. 1 2 3 4 5 6 7 8 9 10  Sit Yin Fong. . The Straits Times. 1994-04-16: L10.
3. ↑  . 南洋商報. 1927-02-07: 6.
4. 1 2 3 4  . The Straits Times. 1997-07-10: H37.
5. 1 2  Chan Kwee Sung. . The Straits Times. 1994-04-22: L5.
6. ↑  Koh Boon Pin. . The Straits Times. 2000-07-14: H42.
7. 1 2 3 4  Jenny Lam. . The Business Times. 1996-10-10: 3.
8. ↑  Diana Oon. . The Business Times. 1997-07-10: FP4.
9. ↑  S. Tsering Bhalla. . The Straits Times. 1997-07-13: H27.

### 書目、網站
- Naidu Ratnala Thulaja. . Singapore Infopedia. National Library Board. 2004-12-15  [2007-09-18]. （原始内容存档于2014-04-04）.
- Norman Edwards, Peter Keys. . Singapore: Times Books International. 1996. ISBN 9971-65-231-5.
- Dhoraisingam S Samuel. . Singapore: Elixir Consultancy Service. 1991. ISBN 981-00-3185-8.
- Robert Powell. . Singapore: Periplus Editions. 2004. ISBN 0-7946-0232-0.

## 外部連結
- 新加坡裕華國貨（页面存档备份，存于）